# Versöhnungskirche (Salmünster)

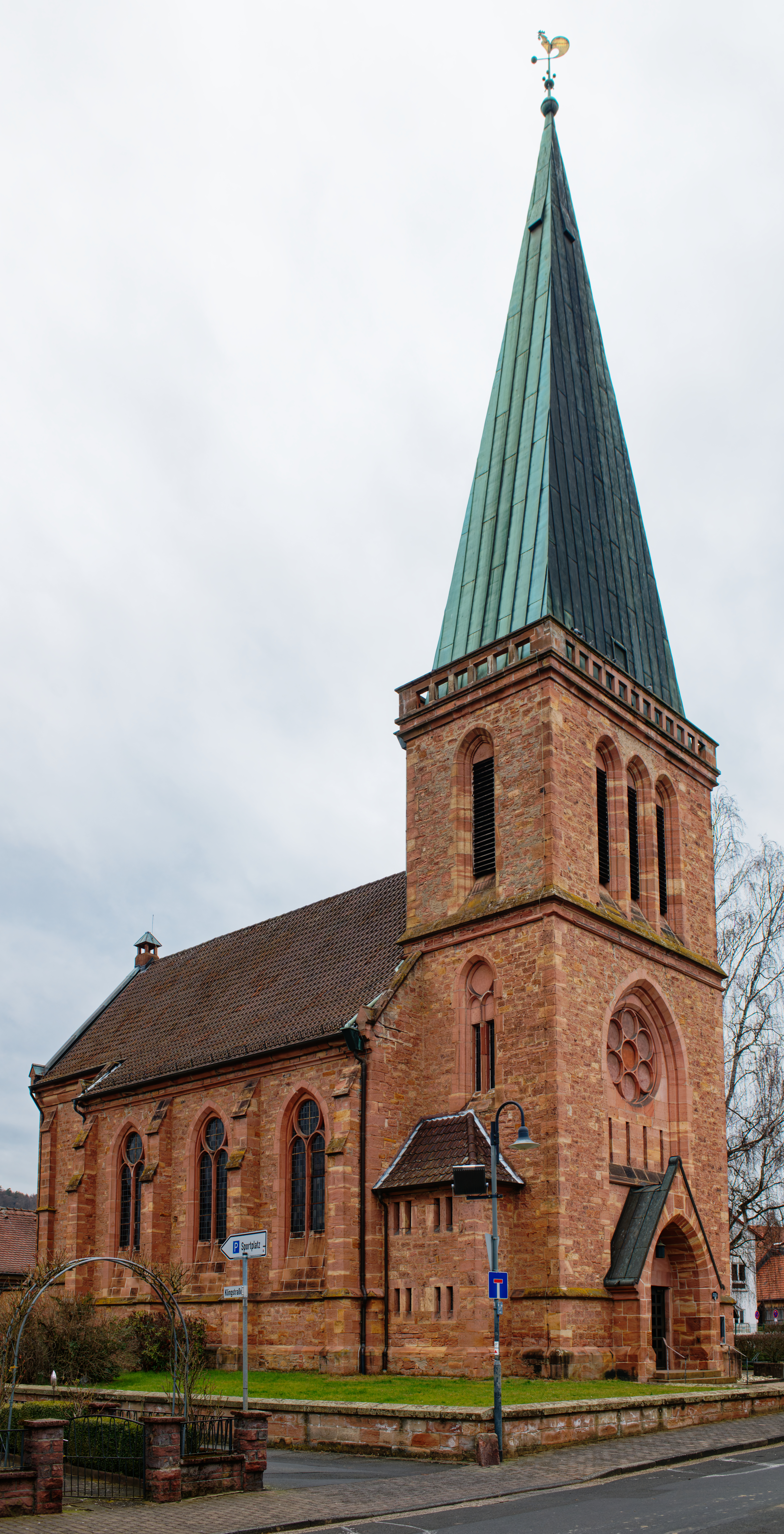
Außenansicht (2023)

Die evangelische Versöhnungskirche ist ein ortsbildprägendes Kirchengebäude in Salmünster, einem Stadtteil von Bad Soden–Salmünster im Main-Kinzig-Kreis (Hessen). Die evangelische Kirchengemeinde Bad Soden–Salmünster gehört zum Kirchenkreis Kinzigtal im Sprengel Hanau-Hersfeld der Evangelischen Kirche von Kurhessen-Waldeck.

## Geschichte
Die Reformation wurde 1543 im Kloster Schlüchtern eingeführt und breitete sich anschließend in den umliegenden Pfarreien aus. In Salmünster begünstigten die Herren von Hutten, die dort Burg und Schloss besaßen, die Einführung des evangelischen Glaubens.
1560 wurde das katholische Kollegiatstift aufgelöst. 1649 kamen Franziskaner nach Salmünster und übernahmen die Seelsorge in der Region, die zu diesem Zeitpunkt weder aktiv katholisch noch evangelisch war.
Für die evangelischen Christen in Salmünster und Umgebung fand am 2. Weihnachtstag 1852 der erste Gottesdienst in den Räumen des Rentmeisters Größer im Schleifrashof statt. Ab 1857 wurden hier alle 14 Tage Gottesdienste abgehalten. 1858 wurde im Schleifrashof eine evangelische Schule eingerichtet und 1866 ein Betsaal eingeweiht.
1901 wurde Salmünster zur Hilfspfarrei und 1908 zur selbständigen Pfarrei erhoben, nachdem 1907 ein Pfarrhaus erbaut worden war.
Der Grundstein für die erste evangelische Kirche wurde am 2. Juni 1887 gelegt. Die im neugotischen Stil erbaute Versöhnungskirche wurde am 19. September 1888 eingeweiht. 1952 wurde der Gemeindesaal angebaut und 1956 die Kirche vollständig renoviert.

## Architektur
Die Versöhnungskirche wurde 1888 im neugotischen Stil errichtet. Ursprünglich hatte sie zwei 18 Meter hohe Turmspitzen, die 1958 durch einen Sturm zerstört wurden. Beim Wiederaufbau 1962/63 wurde nur eine Turmbekrönung wiederhergestellt und mit Kupfer verkleidet. Gleichzeitig erhielt die Kirche ein neues Portal.

## Ausstattung

### Altarraum

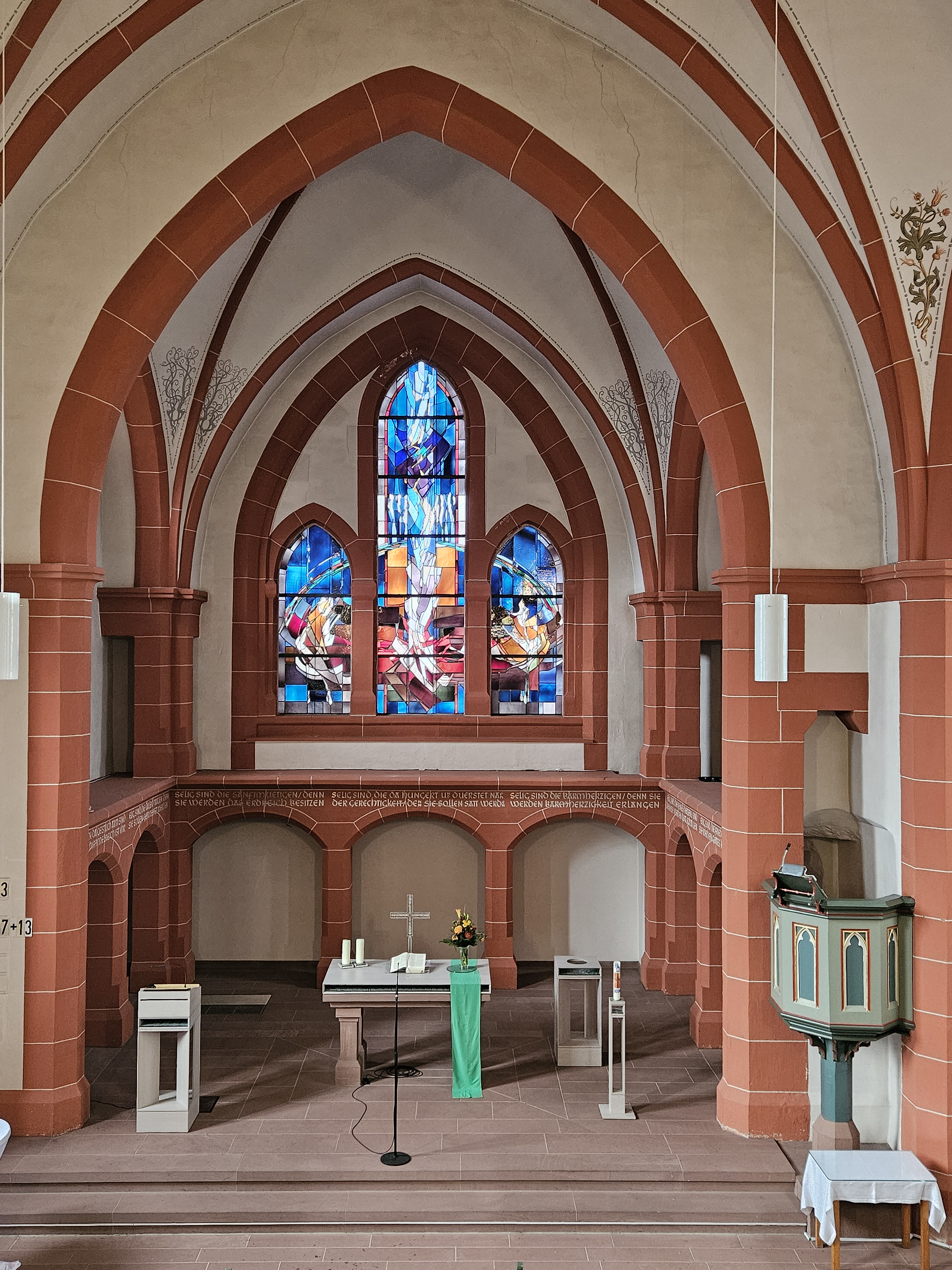
Altarraum (2024)

Im Jahr 2021 erhielt der Altarraum eine neue Gestaltung, die verschiedene liturgische Elemente umfasst. Dazu gehören ein Aufsatzelement für den Sandstein-Altartisch, zwei Altarleuchter, ein Osterleuchter, ein Altarkreuz, ein höhenverstellbares Lesepult sowie ein Gestell für die Taufschale. Gefertigt sind die neuen Ausstattungsstücke aus silbergrauem Eichenholz, Messing und gestaltetem Glas. Sie treten in einen gestalterischen Dialog mit dem farbigen Chorfenster von Erhardt Jakobus Klonk aus dem Jahr 1989 sowie mit den Bibelversen, die über den Arkaden angebracht sind.

### Liturgische Farbglasstelen
2022 wurden farbige Glasstelen als mobile Elemente zur Darstellung der liturgischen Farben im Kirchenjahr eingeführt. Diese ersetzen die ursprünglich geplanten klassischen Antependien an der Kanzel.

## Orgel

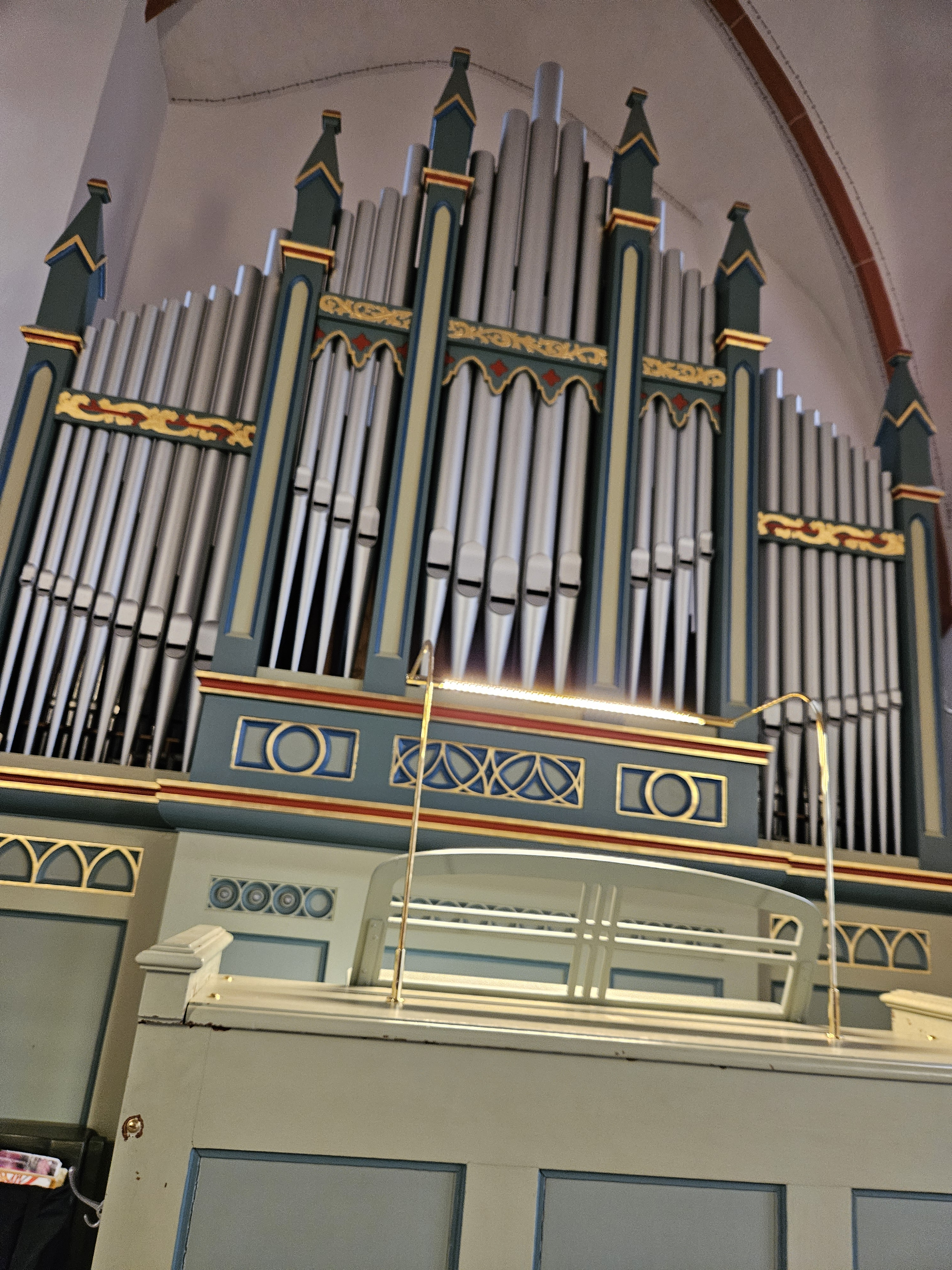
Orgel (2024)

Die pneumatische Orgel wurde 1913 von der Firma Ratzmann aus Gelnhausen mit 11 Registern auf zwei Manualen erbaut und stellt eine Seltenheit da, weil sie im Ursprungszustand erhalten ist. Neben drei Normalkoppeln helfen vier Super- und Suboktavkoppeln beim Spiel. Das Prospektgehäuse besteht aus fünf durch Pilaster gegliederte Pfeifenfelder ohne Abschlüsse. Eine große Überholung fand 1992 statt und wurde durch Dieter Noeske der Orgelbauwerkstatt Rotenburg durchgeführt. Im Sommer 2022 wurde das Instrument erneut durch Orgelbau Lenter aus Sachsenheim umfassend restauriert. Dabei lag ein Schwerpunkt auf der Wiederherstellung des ursprünglichen pneumatischen Spieltisches. In der Orgel wurden die Windanlage sowie Bälgchen und Membranen erneuert.
| I Hauptwerk C–f3 |       |
| Prinzipal        | 8′    |
| Hohlflöte        | 8′    |
| Gamba            | 8′    |
| Oktave           | 4′    |
| Mixtur III       | 2 ⁄3′ |

| II Werk C–f3     |    |
| Lieblich Gedackt | 8′ |
| Salizional       | 8′ |
| Aeoline          | 8′ |
| Flöte            | 4′ |

| Pedal C–d1 |     |
| Subbaß     | 16′ |
| Violon     | 8′  |

- Koppeln: II/I, II/P, I/P; II/I 16′, II/I 4′, II/II 16′, II/II 4′
- Spielhilfen: Drei Feste Kombinationen (Piano, Mezzo Forte, Tutti)

## Glocken
Die Versöhnungskirche verfügt über ein vierstimmiges Bronzegeläut. Alle Glocken wurden 1958 von der Glockengießerei Rincker in Sinn gegossen und ersetzen ein im Zweiten Weltkrieg verloren gegangenes Geläut. Die Glocken sind in schwerer Rippe ausgeführt, was ihnen ein hohes Singtemperament verleiht. Sie hängen an geraden Stahljochen in einem Glockenstuhl aus Stahl. In der Melodielinie der Glocken 1–4 erklingt das ausgefüllte Dur-Motiv.

## Kirchengemeinde
Salmünster gehört zusammen mit Bad Soden (Erlöserkirche) zur Kirchengemeinde Bad Soden-Salmünster. Zusammen mit den Kirchengemeinden Steinau (Reinhardskirche, Katharinenkirche) mit Seidenroth und Marborn, der Kirchengemeinde am Landrücken mit Wallroth, Breitenbach, Kressenbach sowie Hintersteinau, Reinhards und Ulmbach und der Kirchengemeinde Hohenzell, Ahlersbach, Bellings (Elisabethkirche) bildet die Gemeinde den Kooperationsraum Bergwinkel.